# Ousainou Darboe

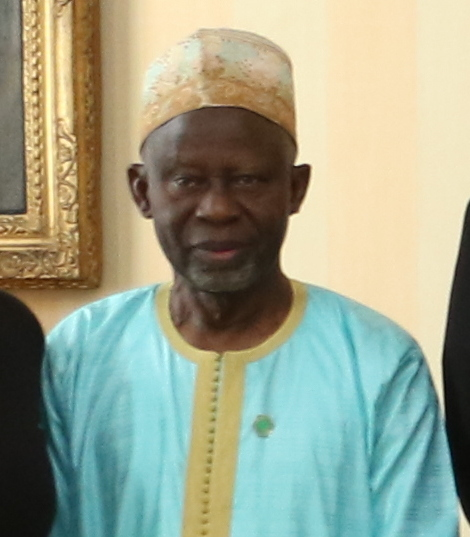
Osainou Darboe (2018)

Ousainou A. N. M. Darboe (* 8. August 1948 in Dobo) ist ein gambischer Politiker und Anwalt für Menschenrechte. Er war bis 2019 leitender Politiker der langjährig führenden Oppositionspartei Gambias United Democratic Party (UDP).

## Leben
Darboe ist ausgebildeter Jurist. 1980 gründete er sein eigenes Anwaltsbüro, die Basangsang Chambers. Rachael Mendy arbeitete zwischen 1994 und 2007 für ihn. Ab 2000 arbeitete Neneh Cham in seiner Kanzlei mit.
Zwei Jahre nach dem Militärputsch in Gambia trat er zuerst bei der Präsidentschaftswahl 1996 als Kandidat seiner neu gegründeten Partei UDP an. Er gewann 35,84 Prozent der Stimmen, als Zweitplatzierter verlor er die Wahl an Yahya Jammeh.
Bei der Präsidentschaftswahl 2001, die am 18. Oktober abgehalten wurden, unternahm Darboe einen zweiten Versuch die Präsidentschaft zu gewinnen. Ousainou Darboe ging als Kandidat einer Drei-Parteien-Koalition in die Wahl und erreichte 32,6 Prozent der Stimmen und unterlag wieder Jammeh.
Darboes Partei schloss sich 2005 mit vier weiteren oppositionellen Parteien zusammen, um die National Alliance for Democracy and Development (NADD) zu gründen und somit für die Wahlen 2006 den Wahlkampf vorzubereiten. Diese Koalition zerbrach 2006 aber wieder, da man sich nicht auf einen gemeinsamen Kandidaten verständigen konnte.
Jammeh gewann auch die Präsidentschaftswahl 2006 vor Darboe. Er wurde von den Parteien Gambia Party for Democracy and Progress (GPDP) und National Reconciliation Party (NRP) unterstützt, da sie keine eigenen Kandidaten aufgestellt hatten. Er erreichte diesmal 26,69 Prozent der Stimmen und lehnte das Ergebnis ab. In seinen Augen waren die Wahlen nicht frei und fair. Weiter gab er der Presse an, dass es ausgedehnte Einschüchterungen gegeben hatte.
Darboe durfte zur Präsidentschaftswahl 2016 nicht antreten, da er ab April 2016 eine Haftstrafe verbüßte, die erst nach der Wahl endete. Stattdessen gewann Adama Barrow die Wahl gegen Jammeh. Im Kabinett Barrow wurde Darboe Außenminister.
Bei einer größeren Kabinettsumbildung am 29. Juni 2018 wurde Darboe Vizepräsident und Minister für Angelegenheiten der Frauen (englisch Minister of Women's Affairs). Seit dem 1. März 2019 führt Fatou Sanyang Kinteh das Ministerium für Angelegenheiten der Frauen, Kinder und Soziales (Ministry for Women Affairs, Children, and Social Welfare). Am 15. März 2019 wurde ihm auch das Amt des Vizepräsidenten bei einer kleinen Kabinettsumbildung entzogen, im selben Jahr auch der Parteivorsitz.
Im November 2021 wird die Kandidatur von Ousainou Darboe für die Präsidentschaftswahlen 2021–2022 von der Unabhängigen Wahlkommission (CEI) validiert.